# Une mère abusée
Une mère abusée (A Mother Betrayed) est un téléfilm américain réalisé par Michael Feifer, diffusé en 2015.

## Synopsis
Cinq ans après avoir perdu l'amour de sa vie, Monica fait la connaissance de Kevin et ils se marient peu de temps après. Mais bientôt, elle va réaliser que son époux n'est pas celui qu'il prétend être.

## Fiche technique
- Réalisation : Michael Feifer
- Scénario : Michael Feifer
- Photographie : Roy Kurtluyan
- Musique : Brandon Jarrett
- Durée : 86 minutes
- Date de diffusion :
  -  France : 10 octobre 2016 sur TF1

## Distribution
- Lynn Collins : Monica
- Adam Kaufman (VF : Thomas Roditi) : Kevin
- Joanna Cassidy (VF : Pauline Larrieu) : Barbara
- Bree Williamson : Lisa
- Richard Cox : Harry
- Ariella Nurkovic et Isabella Nurkovic : Maddy
- Caia Coley : Dr Sommers